# Thajsko na zimních olympijských hrách
Thajsko na zimních olympijských hrách startuje od roku 2002. Toto je přehled účastí, medailového zisku a vlajkonošů na dané sportovní události.

## Účast na Zimních olympijských hrách
| Dějiště ZOH            | ZOH      | Vlajkonoš                    | Zlatá medaile | Stříbrná medaile | Bronzová medaile | Celkem |
| ---------------------- | -------- | ---------------------------- | ------------- | ---------------- | ---------------- | ------ |
| 2002 Salt Lake City    | ZOH 2002 | Prawat Nagvajara             |               |                  |                  | 0      |
| 2006 Turín             | ZOH 2006 | Prawat Nagvajara             |               |                  |                  | 0      |
| 2010 Vancouver         | ZOH 2010 |                              |               |                  |                  | Ne     |
| 2014 Soči              | ZOH 2014 | Kanet Sucharitakul           |               |                  |                  | 0      |
| 2018 Pchjongčchang     | ZOH 2018 | Mark Chanloung               |               |                  |                  | 0      |
| 2022 Peking            | ZOH 2022 | Karen Chanloung Nicola Zanon |               |                  |                  | 0      |
| 2026 Milán             | ZOH 2026 |                              |               |                  |                  |        |
| Celkem                 | 5        |                              | 0             | 0                | 0                | 0      |
| Zdroj na Olympedia.org |          |                              |               |                  |                  |        |